# Sehmatal
Sehmatal är en kommun i Landkreis Erzgebirgskreis i förbundslandet Sachsen i Tyskland. Kommunen har cirka 6 000 invånare.
Kommunen bildades den 1 januari 1999 genom en sammanslagning av Neudorf, Cranzahl och Sehma.